# Димитер, Джордж
Джордж Димитер (англ. George Demeter; 13 марта 1896, Афины, Греция — 1983) — американский юрист греческого происхождения, автор «Руководства Димитера по парламентскому праву и процедуре». В 1923—1924 гг. занимал пост Верховного Президента Американо-греческого прогрессивного просветительского союза. Член Палаты представителей штата Массачусетс (1932, 1934).
Вторая среда апреля объявлена Днём Джорджа Димитера в штате Массачусетс.

## Биография
Родился 13 марта 1896 года в Афинах (Греция).
Окончил Гарвард-колледж (1918) и юридический факультет Бостонского университета (1924).

## Политическая деятельность
В 1932 и 1934 гг., в течение двух сроков служил в Палате представителей штата Массачусетс, выражая интересы бостонского района Бэк Бей.
Первый американец греческого происхождения в Палате представителей штата Массачусетс.

## Деятельность на благоэллинизма
Димитер принимал участие в деятельности греко-американской некоммерческой благотворительной организации AHEPA вскоре после её основания 26 июля 1922 года, став в 1923 году Президентом Бостонской Ложи. Когда в марте 1924 года Х. Н. Уэллс был отозван с должности Верховного Президента AHEPA, Димитер принял этот пост на три месяца.
В 1920—1940 гг., время от времени занимал должность президента Благовещенского греческого православного собора Новой Англии.
В 1937 году правительством Греции был награждён Орденом Спасителя.
В 1949 году, на проходившем 27-м Верховном Съезде Ордена AHEPA, «Руководство Димитера по парламентскому праву и процедуре» было адаптировано организацией для собственного использования.
Оставался активным членом AHEPA в качестве Бывшего Верховного Президента вплоть до 47-го Верховного Съезда организации в 1969 год].
Принимал участие в решении о внедрении греческой традиции награждения лавровым венком и бронзовой медалью в Бостонском марафоне. В 1931—1947 гг. лично венчал победителей всех забегов и вручал им медали из Греции в каждом марафоне.
Одним из лучших моментов гордости для Димитера было событие 1946 года, когда для участия в забеге в Бостон прибыл марафонец из Греции Стилианос Кириакидис, и ставший, в итоге, чемпионом, оставив на втором месте американского бегуна на длинные дистанции Джонни Келли. Димитер, благодаря финансовой помощи которого Кириакидис смог принять участие в этом марафоне, переполненный высокими эмоциями в связи с триумфом своего земляка, надел на голову последнего венок победителя.
Являлся бывшим национальным командором (англ. Past National Commander) и судьёй-адвокатом в Американском легионе и Организации ветеранов иностранных войн США.

## Педагогическая деятельность
Был профессором права в Бостонском и Саффолкском университетах. Также инструктировал новых членов Генерального совета Массачусетса по вопросам законодательных процедур.

## Труды
- Demeter’s Manual of Parliamentary Law and Procedure, 2nd edition, 1949
- Demeter’s Manual of Parliamentary Law and Procedure, 3rd revised edition, 1950, Bostonia Press.
- Demeter’s Manual of Parliamentary Law and Procedure, Universal edition, 1953, Bostonia Press.
- Demeter’s Manual of Parliamentary Law and Procedure, Universal Revised, 1961, Bostonia Press.
- Demeter’s Manual of Parliamentary Law and Procedure, Blue Book edition, 1969, Little, Brown and Company.
- How to Master the Rules of Parliamentary Law and Procedure, 1948, Mosher Press.
- Main Motion, 3rd edition, 1943, Bostonia
- Master Parliamentarian, 1948, Bostonia
- Parliamentary Procedure for Boy’s State, 1949, Bostonia
- Parliamentary Procedure for Girl’s State, 4th edition, 1942, Bostonia
- Ahepa Manual: Official Guide of the Order of Ahepa, Containing Early History and Miscellaneous Fundamentals of the Order, 1926, Boston: Athens Print. Co.